# Тимошишина Надія Олексіївна
Надія Олексіївна Тимошишина (нар. 1956, Рівненська область) — українська радянська діячка, новатор сільськогосподарського виробництва, доярка колгоспу імені Паризької комуни Дубнівського району Рівненської області. Депутат Верховної Ради УРСР 10-го скликання.

## Біографія
Освіта середня. Член ВЛКСМ.
З 1974 року — завідувач дитячих ясел; доярка колгоспу імені Паризької комуни села Варковичі Дубнівського району Рівненської області.
Потім — на пенсії.